# Sem Fronteiras (revista)
Sem Fronteiras foi uma revista brasileira de conteúdo religioso e sociopolítico, fundada em maio de 1972 pelos Missionários Combonianos. Circulou por cerca de trinta anos, com forte atuação em temas ligados à Teologia da Libertação, justiça social e evangelização popular.

## História
Durante sua trajetória, a revista se destacou como instrumento de evangelização e conscientização política, defendendo os direitos humanos, a Reforma Agrária e denunciando diversas formas de discriminação. Teve papel ativo na difusão da cultura popular, apoiando processos democráticos e causas sociais.
Criada e dirigida por missionários combonianos, a publicação funcionava como canal de articulação entre comunidades de base e movimentos sociais. Sua linguagem acessível e combativa dialogava com trabalhadores do campo, agentes de pastoral e lideranças comunitárias.
Um personagem de história em quadrinhos, Padre Abel, foi criado por Giampietro Baresi para dialogar com o público jovem e abordar temas sociais com leveza. Atualmente, suas histórias seguem sendo compartilhadas por meio de um blog dedicado.

## Prêmios e reconhecimento
Em 1992, recebeu o Prêmio Tito Brandsman de Jornalismo. Em 2001, foi agraciada com o Prêmio Santo Dias de Direitos Humanos. No ano seguinte, o diretor da revista recebeu o título de "Jornalista Amigo da Criança", com apoio do Fundo das Nações Unidas para a Infância e patrocínio da Embratur.